# Червений потік (притока Дреницького потоку)
Червений потік (словац. Červený potok) — річка; права притока Дреницького потоку, протікає в окрузі Сабінов.
Довжина приблизно 5,5—6,0 км. Витік лежить у масиві Чергівські гори (схил гори Трепеш) — на висоті приблизно 675 метрів.
Протікає територією села Червена Вода і міста Сабинів. Впадає в Дреницький потік на висоті приблизно 340—345 метрів.